# Károly
Károly est un prénom hongrois masculin.

## Étymologie
Le prénom est un ancien anthroponyme hongrois, dérivé du nom de l'oiseau "Karul / Karvaly", d'origine turque.
Le prénom équicalen en français, Charles est la forme française issue du latin Carolus lui-même issu du nom germanique Karl, signifiant  « homme » ou « mâle » (vieux haut allemand karal « l'homme, l'époux » mais aussi « le travailleur, l'homme libre »). Le -s final est la marque de l'ancien cas sujet masculin singulier (déclinaison latine en -us) que l'on retrouve à l'état de trace graphique dans certains prénoms masculins (Gilles, Georges, James, Jacques…), voire des noms communs.

## Équivalents
- Karl, Karel, Karlo, Karon
- Karoli, Károlyi, Caroli, Charoli, Charlie, Charly
- Féminin : Karolj, Karola, Karla, Karolyn, Carole, Charlène, Charline, Charlise, Charlette
- français, anglais : Charles
- Variantes linguistiques du prénom Charles / Karl / Karoly

## Personnalités portant ce prénom
- Károly Balzsay
- Károly Dietz
- Károly Fiók
- Károly Goldmark
- Károly Güttler
- Károly Hornig
- Károly Huszár
- Károly Kerényi
- Károly Khuen-Héderváry
- Károly Kós
- Károly Makk
- Károly Mayer
- Károly Németh
- Károly Palotai
- Károly Pap
- Károly Seles
- Károly Sós
- Károly Szabó
- Károly Vekov
- Károly Weichelt

## Fête
Les "Károly" se fêtent le 28 janvier ou le 4 novembre, parfois aussi le 2 mars ou le 27 septembre.